# Cantó de Conhac-Nord
Conhac-Nord és un cantó francès al districte de Conhac (departament de la Charente). Inclou sis municipis completament (Bréville, Boutiers-Saint-Trojan, Cherves-Richemont,   Mesnac,  Saint-Brice i Saint-Sulpice-de-Cognac)i part del de Conhac.
| Data d'elecció                           | Identitat              | Partit           | Qualitat |
| ---------------------------------------- | ---------------------- | ---------------- | -------- |
| 1949-1973                                | M. Castillon du Perron | Divers droite    |          |
| 1979-1985                                | Bernard Villette       | PS               |          |
| 1985-1992                                | Francis Hardy          | RPR              |          |
| 1992-2004                                | Jerôme Mouhot          | RPR, després UMP |          |
| 2004-                                    | Robert Richard         | PS               |          |
| les dades anteriors no són pas conegudes |                        |                  |          |
|                                          |                        |                  |          |